# Lissonota subcalva
Lissonota subcalva là một loài tò vò trong họ Ichneumonidae.